# Claude Arrieu
Claude Arrieu (ur. 30 listopada 1903 w Paryżu, zm. 7 marca 1990 tamże) – francuska kompozytorka.
Kształcona muzycznie od najmłodszych lat. Szczególnie interesowała się twórczością Wolfganga Amadeusa Mozarta i Johanna Sebastiana Bacha, a następnie Igora Strawinskiego. Jednak najbardziej była zainspirowana Gabrielem Faurém, Claude’em Debussym i Maurice’em Ravelem.
Początkowo Arrieu studiowała w Konserwatorium Paryskim (od 1924 roku). Studiowała grę na fortepianie u Marguerite Long, brała udział w zajęciach z Georges’em Caussadem, Noëlem Gallonem, Jeanem Rogerem-Ducassem i Paulem Dukasem. W 1932 r. otrzymała pierwszą nagrodę za kompozycję.
Od tego momentu Arrieu rozwinęła swój własny styl. Zainteresowała się ewolucją języka muzycznego i różnymi środkami technicznymi dostępnymi do osiągnięcia tego celu. W 1949 roku wygrała Prix Italia. Pisała partytury w szerokim zakresie gatunków (koncerty, utwory orkiestrowe, w tym na orkiestrę kameralną, muzykę teatralną, filmową i radiową).